# Saint-Barthélemy-d'Anjou
 Saint-Barthélemy-d'Anjou  es una comuna y población de Francia, en la región de Países del Loira, departamento de Maine y Loira, en el distrito de Angers y cantón de Angers-Est.
Su población en el censo de 1999 era de 9.832 habitantes. Forma parte de la aglomeración urbana de Angers.
Está integrada en la Communauté d’agglomération Angers Loire Métropole.

## Demografía
| 3938 | 4241 | 5965 | 9129 | 9369 | 9832 |
| Para los censos de 1962 a 1999 la población legal corresponde a la población sin duplicidades (Fuente: INSEE [Consultar]) |      |      |      |      |      |